# Gruppo Riva
Gruppo Riva er en italiensk stålproducent. Virksomheden er et privatejet aktieselskab, der ejes af Riva-familien. 
Riva Acciaio blev etableret i 1954 i Milano af Adriano og Emilio Riva, som en jernskrothandelsvirksomhed. I 1957 byggede Riva Acciaio deres første mini-mølle i Caronno Pertusella ved Milano. Få år senere blev det til det første stålværk i Italien.